# いじめ

過去数か月の間に、少なくとも1回以上のいじめを受けたと報告した、13–15歳の割合（2015年）

いじめ（イジメ、虐め、苛め、英: bullying）は、相手に何らかの精神的・身体的な苦痛やストレス、心身疲労を与えるハラスメント行為あるいは犯罪行為である。2023年度（令和5年度）のいじめの認知件数 (日本国内) は、73万2,568件で過去最多となった

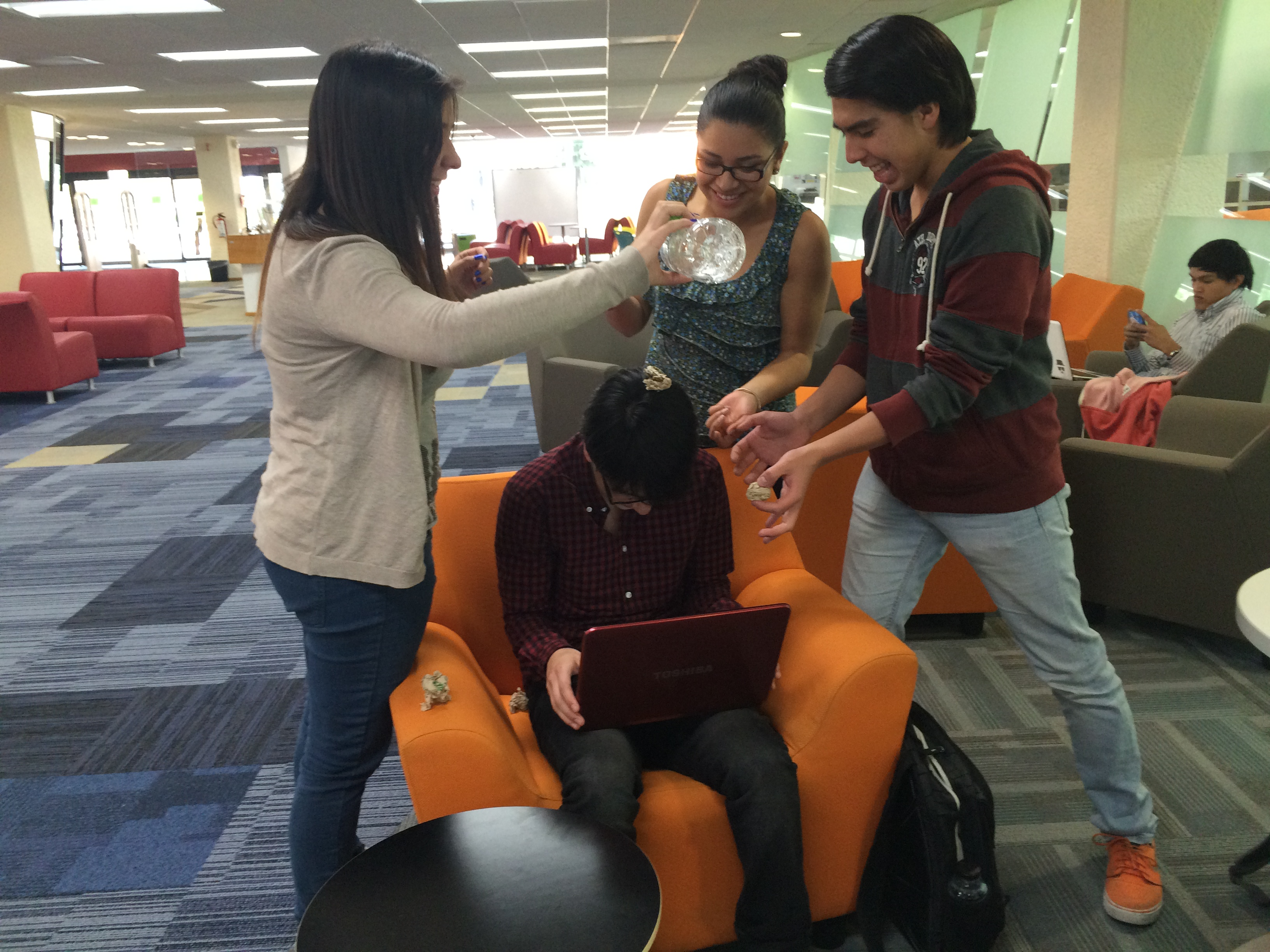
3人の生徒にいじめられている学生に対して、背景に見える周囲の人達は無関心である様子

いじめは、自尊心を損なわせ弱体化させることを目的とした、執念深い、冷酷な、あるいは悪意のある企てによる、長期に亘って繰り返される不快な行為である。2006年度の文部科学省の定義においては、一定の人間関係のある人物から、心理的もしくは物理的な攻撃を受けたことにより、精神的苦痛を感じているものとされる。被害者は人間関係に一生のトラウマを抱えたり、再起不能（引きこもり、自殺等）となる場合もあり、殺人罪、傷害罪、暴行罪、強要罪、恐喝罪、侮辱罪、名誉毀損罪、不同意わいせつ罪、器物損壊罪、暴力行為等処罰法、ストーカー規制法、リベンジポルノ対策法などに該当する犯罪行為である。
2001年の調査で、いじめは生徒の精神と成長に悪影響を及ぼすという分析結果が発表された。
当初、いじめは、学校内における生徒間の問題として認知されたが、学校内にとどまらず、社会の様々な場所で起こる問題である。
いじめ防止対策推進法（平成25年法律第71号）第4条にて、学校に在籍する児童又は生徒の間でのいじめは禁じられており、同法第25条および第26条において、加害児童等に対する懲戒処分・出席停止について明記されている。
人間以外の生物にも見られる。いじめの予防・早期発見・対応等の具体的な対策については、#対策を参照。

## 概要

### いじめ認定の要件
いじめ防止対策推進法の施行以後、教育や司法の場において「いじめ」が議論される場合、基本的に同法の定義が使用される。各種文献において「いじめ」という用語が使用される場合、それが同法の定義する「いじめ」なのか、辞書などにある一般用語としての「いじめ」なのかを区別する必要があり、書かれた時期などにも注意を要する。
学校や第三者委員会が「いじめ」を認定する際には、「立場の互換性がない」、あるいは「力関係の差」が存在することを要件とする記述も散見される。つまり、「いじめる」側と「いじめられる」側がしばしば互いに入れ替わったり、「強い」立場の者が「弱い」立場の者をいじめるという構図にあてはまらない場合には、じゃれあいやケンカなどとみなされる場合もある。なお、ここでいう「強い」「弱い」という言葉は、腕力や発言力などを指すものではなく、あくまでも集団内での「立場」《スクールカースト》を指し、たとえば発言力の強い者がまさにそれゆえにいじめの対象となることもありうる。
中学1年生についての国立教育政策研究所追跡調査(2004-2009)によれば、半年後まで続くような週1回以上のいじめ事例は半分以下で、一般的イメージとは異なり、いじめる生徒・いじめられている生徒は短期間で入れ替わっており、固定的ないわゆる「いじめられっ子（いじめられやすい子供）」や「いじめっ子（いじめやすい子供）」も存在しないとされた。また、同じ学校・同じ年度の生徒であっても学年が進むにつれていじめの数が大きく増減しており、「いじめが起こりやすい学校・年度」のようなものはなかった。したがって、「いじめが起きやすい学校とそうでない学校、いじめが起きやすい学年とそうでない学年というものが存在しているわけではない」。そのため、「何か特別な問題や背景があるから、いじめが起きる」わけではなく、「そうした問題の有無とはさほど関係なく、いじめは起きうる」「ちょっとしたきっかけで、いじめは起きてしまう、広がってしまう」のが実態とされた。小学校においても同様の傾向が確かめられている。
ある行為が「いじめ」であるかどうかの判定は極めて困難であり、むしろその区別にこだわり過ぎているという指摘もある。1994年の愛知県西尾市中学生いじめ自殺事件で自殺した生徒の父は「いじめかどうかは重要ではありません。その行為はいじめではない、と言われたら子供だって安心する。教職員を含めてみんな面倒なことは避けたくて、いじめではないことを心のどこかで望んでいるのかもしれません。でも本来は、仲間はずれにされたり、傷つけられたり、『ウザい』『キモい』『死ね』とけなされたりする行為そのものが問題なはずです。定義が曖昧ないじめという言葉は、教委や学校が責任を逃れるための隠れ蓑になっているのではないでしょうか」と語っている。
また、2005年の丸子実業高校バレーボール部員自殺事件では自殺した生徒の母親が裁判をおこすと、事実無根で捏造であるとして加害者とされた側も裁判を起こし、判決では生徒の遺族側の主張は退けられた。新潟県神林村男子中学生自殺事件（2006年）では当時の文部科学省の定義からは認定が難しいとされた。
いじめ事件の難しさは、自尊心を傷つけるなど、客観的に刑事事件として立件することが難しい場合もあるが、被害者へのダメージは確実に存在することである。

### 嗜虐的関与
内藤朝雄によれば、いじめは相手の肉体的・心理的苦痛を快楽的に楽しむことを目的として行われるさまざまな行為であり、学級など簡単には抜けることのできない集団のなかで、群れた「みんな」の勢いや「自分たちなり」の特殊な秩序を背景として、そのような行為がなされることをいう。内藤は「人間関係が濃厚すぎる集団内において生じる欠如を埋めようとする偽りの全能感」としていじめの理論化を行った。
1. 内藤は最広義の定義を実効的に遂行された嗜虐的関与とした。つまり、相手が苦しむことを楽しむことを目的として、何らかの行為が行われ、実際にそれが効果を挙げたことをいう。「嗜虐的」攻撃は、「戦略的」攻撃[注釈 1]とは区別され、攻撃を受けて苦しむ様子を見ること自体が目的である。
2. 次に、広義において、いじめとは「社会状況に構造的に埋め込まれたしかたで、実効的に遂行された嗜虐的関与」であるとされる。この定義において、たとえば通り魔や、グループを組まない乱暴者による一対一のいじめは除外される。なんらかの人間関係があったり、学級などに制度的に組み込まれているなどの枠組みの中で、いじめは発生する。
3. さらに、狭義では「社会状況に構造的に埋め込まれたしかたで、かつ集合性の力を当事者が体験するような仕方で、実効的に遂行された嗜虐的関与」と定義される。集団の中の「ノリ」がエスカレートして暴力が激化したり、客観的には取るに足らない理由でシカトされる者が決定されたりと、集団心理のダイナミクスが働いていることが狭義におけるいじめの要件となっている[21]。

### 日本政府による定義
平成18年以前の日本文部科学省の定義では「（1）自分より弱い者に対して一方的に、（2）身体的・心理的な攻撃を継続的に加え、（3）相手が深刻な苦痛を感じているものであって、学校としてその事実を確認しているもの」とされていた。2006年(平成18年)度文部科学省による調査において、いじめの新定義として「当該児童生徒が、一定の人間関係のある者から、心理的、物理的な攻撃を受けたことにより、精神的な苦痛を感じているもの」とされ、起こった場所は学校の内外を問わない、個々の行為が『いじめ』に当たるか否かの判断は表面的・形式的に行うことなく、いじめられた児童生徒の立場に立って行うものとする、とされた。また、具体的ないじめの種類に「パソコン・携帯電話での中傷」「悪口」などが追加された。いじめの件数についても「発生件数」から「認知件数」に変更された。
2013年に成立、施行されたいじめ防止対策推進法によれば、「いじめ」とは、「児童等に対して、当該児童等が在籍する学校に在籍している等当該児童等と一定の人的関係にある他の児童等が行う心理的又は物理的な影響を与える行為（インターネットを通じて行われるものを含む。）であって、当該行為の対象となった児童等が心身の苦痛を感じているものをいう」（第2条1項）。

## 分類
教育社会学者の藤田英典も（学校での）いじめを次の4つに分類し、多くのいじめに対する言説がその特性の相違点を考慮していない点を批判している。
1. モラルの低下・混乱によるもの。1980年代中ごろに頻発したタイプで、被害者が偶発的に決定されるところに特徴がある。一種のモラル・パニックや集団ヒステリーといえる。
2. 社会的偏見・差別による排除的なもの。1のケースと比較するといじめの対象となった理由（特定の社会的属性を持っていたということ）は明瞭であり、差別意識自体を取り除く指導をすることがこの種のいじめの対策となる。
3. 閉鎖的な集団内で特定の個人に対して発生するもの。教師など外部から実態が把握しにくいぶん、対策は難しくなる。
4. 特定の個人への暴行・恐喝を反復するもの。3のケースと違って、加害者と被害者の属するグループは異なる場合が多い。不良が下級生からカツアゲするといったものが典型的なもので、認知されやすい。

教育評論家の森口朗も藤田の分類を継承して「修正藤田モデル」という四分類を作った。
1. 子供たちが共同生活をおくる上で当然発生するであろう軋轢。
2. 従来型コミュニケーション系いじめ。仲間はずれにするなど、犯罪の構成要件は満たさないもの。
3. 犯罪型コミュニケーション系いじめ。インターネット上での誹謗中傷のように犯罪（名誉毀損罪、侮辱罪など）とみなしうるもの。
4. 暴力・恐喝型いじめ。暴行や窃盗などの犯罪（暴行罪、傷害罪、恐喝罪など）に問われるもの。

そしてそれぞれ求められるべき対処法は異なり、1のタイプの軋轢の解消は可能な限り生徒の自主性に任せ（教師は2の段階に移行しないかを直接介入することなく見守る）、3・4のタイプでは警察へ通報または弁護士に相談するなど司法の介入によって解決し、2のタイプのみ教師・学校側が積極的に解決すべき問題であるという。

### 学校でのいじめ
間接的、隠れた虐め、学校での虐め、学友迫害も参照。

日本で言う「いじめ」は特に1985年（昭和60年）ごろから陰湿化した校内暴力をさすことが多い。いじめによる暴行で、重篤な場合は重傷を負わせられる傷害の結果死に至ったり（山形マット死事件）、強姦されたり（1996年の旭川女子中学生集団暴行事件）、自殺する例もある（1986年の中野富士見中学いじめ自殺事件）。また、中学生が5000万円も恐喝によって得たり（名古屋中学生5000万円恐喝事件、2000年）、いわゆる問題児（モンスターチルドレン、不良行為少年）による単純な暴力だけでなく、使い走り（パシリ）をさせたり、「物を隠す」「第三者の物を隠し、被害者に罪をなすりつける」「交換日記で悪口を書く」「机に花を置き死亡したことにする」「被害者の名前を隠語にして被害者がききかえしても別人のことをしゃべっているふりをする」といった「心に対するいじめ」もあり、シカト（無視、仲間外れ）などは水面下で行われることから、教師や周囲が気づかないうちに深刻な事態になりうる。1996年（平成8年）に文部大臣（当時）が緊急アピールしているように、「深刻ないじめは、どの学校にも、どのクラスにも、どの子供にも起こりうる」もので、児童生徒1,000人あたりの7.1人がいじめを受けている。調査では「小学校4年生から中学校3年生までの6年間の間に、いじめ（仲間はずれ、無視、陰口）と無関係でいられる児童生徒は1割しかいない」ことが指摘されている。

#### 学校の種類別といじめの様態
学校の種類別では、幼稚園・保育園では小学校や中学校のようないじめはないという。積極的な子供が消極的な子供を従えているようにみえる「子供同士の力関係」や、「子供のコミュニケーション能力の未発達」による玩具等の横取り、手を出すことをいじめととらえてしまう親もいるという。
学年別動向の統計調査では、小学校では、「冷やかし」の割合が多いが、「仲間はずれ」の割合が、他の区分に比べて多い。国立教育政策研究所追跡調査(2004-2009)によれば小学校・中学校で「仲間はずれ、無視、陰口」が3年間の間に全く無かった児童生徒はそれぞれ22.6%、27.6%で、3年間連続でいじめがあった児童生徒は小学校・中学校でそれぞれ0.4%、0.6%であった。しかし、2005年の滝川市小6いじめ自殺事件や2010年の桐生市小学生いじめ自殺事件など、小学校でもいじめを苦にした自殺事件は起こっている。
中学校は統計上、いじめが最も多くなる年代である。国立教育政策研究所調査(2004-2009)によれば、学年別で見た場合、中学1年生だけで17,063件のいじめが認知されており、この数字は小学6年生（4,262件）や高校1年生（3,701件）に比べ4倍以上多い。男女比では、54.8%が男子、45.2%が女子である。
高等学校では「冷やかし」と「暴力をふるう」割合が高い。いじめによって退学する場合もある（人間関係を理由とした中途退学は、2005年度で7.4%）。先輩が後輩をいじめる事例もある。大学に於いても特に体育会系のクラブで、先輩からの「しごき」という名のいじめは昔から存在する。これに関連して、継続的な悪質ないじめで、訴訟沙汰になった例もある。また、2007年の追手門学院大学いじめ自殺事件では在日インド人学生がいじめで自殺し、自殺した生徒の父親も1年後自殺した。
|                                                                | 小学校 | 小学校 | 中学校 | 中学校 | 高等学校 | 高等学校 | 特別支援学校 | 特別支援学校 | 合計   | 合計   |
|                                                                | 総数   | 構成比 | 総数   | 構成比 | 総数     | 構成比   | 総数         | 構成比       | 総数   | 構成比 |
| -------------------------------------------------------------- | ------ | ------ | ------ | ------ | -------- | -------- | ------------ | ------------ | ------ | ------ |
| 冷やかしやからかい、悪口や脅し文句、嫌なことを言われる。       | 32,110 | 65.7   | 28,061 | 64.5   | 4,646    | 55.6     | 194          | 56.9         | 65,011 | 64.3   |
| 仲間はずれ、集団による無視をされる。                           | 11,896 | 24.3   | 9,489  | 21.8   | 1,455    | 17.4     | 56           | 16.4         | 22,896 | 22.6   |
| 軽くぶつかられたり、遊ぶふりをして叩かれたり、蹴られたりする。 | 9,980  | 20.4   | 7,120  | 16.4   | 1,712    | 20.5     | 64           | 18.8         | 18,876 | 18.7   |
| ひどくぶつかられたり、叩かれたり、蹴られたりする。             | 2,317  | 4.7    | 2,525  | 5.8    | 737      | 8.8      | 27           | 7.9          | 5,606  | 5.5    |
| 金品をたかられる。                                             | 764    | 1.6    | 1,369  | 3.1    | 498      | 6.0      | 12           | 3.5          | 2,643  | 2.6    |
| 金品を隠されたり、盗まれたり、壊されたり、捨てられたりする。   | 3,254  | 6.7    | 3,448  | 7.9    | 671      | 8.0      | 32           | 9.4          | 7,405  | 7.3    |
| 嫌なことや恥ずかしいこと、危険なことをされたりする。           | 2,854  | 5.8    | 2,636  | 6.1    | 795      | 9.5      | 30           | 8.8          | 6,315  | 6.2    |
| パソコンや携帯電話等で、誹謗中傷や嫌なことをされる。           | 534    | 1.1    | 3,633  | 8.4    | 1,701    | 20.4     | 25           | 7.3          | 5,893  | 5.8    |
| その他                                                         | 1,980  | 4.0    | 1,317  | 3.0    | 388      | 4.6      | 19           | 5.6          | 3,704  | 3.7    |

#### 教師によるいじめと監督不行届
自衛官の子供へのいじめや差別が、日教組の教師らによって行われてきた。佐々淳行の子供が通っていた小学校の日教組組合員の女教師が、父親が警察官・自衛官である生徒を立たせて「この子達の親は悪人です!」と吊し上げをした。憤慨した佐々が家庭訪問の際教師に問うと、その教師は反省の弁は無く、自民党や自衛隊、警察を口汚く罵るばかりであったが、教育委員会に訴え出て免職させると佐々が言うと、教師は一転して土下座して謝罪しはじめた。この際、この教師は「日教組の組織をあげて戦う」と発言したという。また、自衛官の配偶者や子供の中には差別を恐れ、配偶者や親の職業を隠さざるを得なかった例もあり、自衛隊員の息子であった産経新聞社会部次長大野敏明は小学校4年生の頃、日教組の教師に「大野くんのお父さんは自衛官です。自衛隊は人を殺すのが仕事です。しかも憲法違反の集団です。みんな、大きくなっても大野君のお父さんのようにならないようにしましょう」といわれ、「自衛隊員の息子として教師から虐めを受け、登校拒否になった」という。また、同じく自衛官の息子だった友人は内申書の評価を下げられ、親の職業を言いたがらない者もいたと述べている。
問題のある教師（モンスターティーチャー）によるいじめも問題となっている。1986年の中野富士見中学いじめ自殺事件では、東京都中野区の中学教師がいじめに加担した。2006年の福岡中2いじめ自殺事件でも教師がいじめに加担した。また2022年には、滋賀県野洲市立小学校で、学級担任教師が児童の一人に対し「無視しよう」などの不適切言動を繰り返していたことが明らかになっている。
その他にも、教員による職場いじめとして職員室内のいじめも存在する。

#### 監督不行届
大津いじめ自殺事件（2011年）では、自殺した生徒からいじめ相談をされていた担任が適切な対応をとらなかったことが問題視された。
2014年の長崎県新上五島町立奈良尾中学校いじめ自殺事件では生徒が利用していたLINEに自殺をほのめかす書き込みをしており、同級生や一部の保護者らは気付いていたものの学校に知らせていなかった。また、同町教委はいじめの存在は認めたものの、自殺との因果関係は不明としており、生徒の遺族は真相究明を求めた。
2021年12月から仙台市立小学校で、1年生の男子児童が同級生らから殴る蹴るの暴力によるいじめを受け、これ以降この男子児童は不登校状態が続いており、保護者は学校に訴えたが、学校側は「ポピュラーな遊びだった」などとしていじめを否定。保護者は市教委に訴え、市教委はこの事案を「重大事態」と認定する方針である。
堺市立小学校で2017年に、いじめを執拗に受けて2年間にわたり不登校となった男児の保護者が、第三者委員会に調査を申し立てたが、調査に対し当該校の校長が「友人間のトラブルと認識していた」と説明していたことが明らかになった。
また、2013年9月に施行されたいじめ防止対策推進法によって、教育委員会が各都道府県知事に対し、「重大事態」に相当するいじめについて報告する義務が課されたにもかかわらず、同法への無理解から、報告を怠っていたケースが散見され、法が事実上機能していないと指摘されている。

#### 学校の不認知
2015年10月、文部科学省が岩手県矢巾町のいじめ自殺不認知問題を受けて全国の小中高校等に再調査させたところ、前年度減ったとされる15万件という結果から約3万件増え、最終的に前年度を二千件上回る結果となった。増えた件数について福島県で4.3倍、福岡県で2.7倍、岩手県で2.1倍となった。
さらに、加藤・太田・水野 (2016) は、公立小中学校の児童生徒41,043人を対象に、いじめ被害の実態を質問紙を用いて調査した（調査では、児童生徒が自宅で質問紙に回答後、配布された封筒に入れて封をし、その封筒を回収している）。その結果、文部科学省が公表しているいじめ認知件数は、実際のいじめ被害人数の5%以下であることが判明した。これは、文科省が公表するいじめ認知件数は、教師がいじめだと認知したものに限られるのに対して、加藤らの調査では、上述のように児童生徒が安心して真実を回答できるよう配慮された質問紙調査を通して児童生徒本人がいじめ被害を回答したからであると思われ、教師がとらえているいじめ（文科省が公表するいじめ認知件数）はいじめ被害全体のごくわずかであることが明らかになった。

### 職場いじめ
子供に限らず、社会人（モンスター社員、クラッシャー上司）においても暴力そのものやパワーハラスメント、セクシャルハラスメントといった職場いじめが起こっている。上司が部下に対し、職場で陰謀を巡らし、「自分が悪い」と誤解させる状況を、故意につくられるような不当労働行為や、責任をとって辞めさせるような状況をつくる不当解雇もある。

### インターネットいじめ
インターネットが普及した現代社会ではネット上におけるいじめ、ネットいじめも存在する。滝川高校いじめ自殺事件（2007年)では学校裏サイトでいじめが行われていた。
イギリスでもインターネット環境の発達とともにネットいじめが増加している。アメリカ合衆国、カナダでもネットいじめが深刻化している。

### 犯罪としての分類
- 暴行罪・傷害罪：殴る、蹴る、刺す、縛る、などの身体的暴力の他、精神的暴力によりPTSDなどの精神疾患を患った場合も該当する[50]。
- 傷害致死罪：（例）リンチによって被害者が死亡。
- 殺人罪：未必の故意が認められる場合この犯罪が該当する。
- 脅迫罪：脅す、ナイフで刺すふりをする・ナイフを見せる、暴力団などの犯罪集団と共謀する。
- 恐喝罪：暴行や脅迫による金銭の要求。刑事未成年である14歳未満は触法行為として警察に補導され、児童相談所に通告、家庭裁判所に送致され、少年鑑別所に収容される。14歳以上は警察に逮捕され、代用刑事施設から、検察庁に身柄送検、家庭裁判所に送致され、14歳未満と同様に少年鑑別所に収容される。
- 強要罪：性行為（自慰、売春など）の強要。常々いじめられる者同士を喧嘩させる。
- 自殺教唆罪：自殺を促す（「とびおりろ」と発言など）。
- 逮捕・監禁罪：不法に人を逮捕し、監禁する事[51]。
- 不同意性交等罪・不同意わいせつ罪
- 名誉毀損罪・侮辱罪：盗撮して、インターネットで流す。インターネット上の中傷。中傷ビラの頒布。携帯電話・メールでの嫌がらせ。なお、これらを警察に訴えれば、捜査がなされ、犯人が14歳以上の場合は逮捕され、14歳未満の場合は触法行為として補導される。
- 窃盗罪：かばんなどを隠して、中身を取ると14歳未満は触法行為として補導され、14歳以上は窃盗罪で逮捕される[52]。
- 器物損壊罪：いじめる相手の持ち物を壊す、衣服を破く、その他、落書きや汚物等により回復が困難なほどに汚したりする。
- 犯罪の教唆（実行犯と同罪）：不同意性交など性犯罪の要求、万引き（窃盗）など財産犯の強要。
- 偽証罪（法廷などで）・虚偽告訴等罪：犯罪等を行ってそれをなすりつける、法廷など公的機関での虚偽報告。

各法規定は、被害内容を下記の2つに大きく区分する。
- 身体的苦痛（殺人・拷問・傷害などの瞬間的な肉体的打撃である暴力、障害）などの実害
- 精神的苦痛（非常に陰湿で、長期間いじめられる側（被害者）の精神に大きな打撃を与えるもの）

### 暴力系とコミュニケーション操作系
具体的ないじめに相当する行為の種類によって分類した場合、「暴力系のいじめ」と「コミュニケーション操作系のいじめ」の2種類がある。前者は、被害者に対する殴打・拘束や服を脱がせるなど身体へ直接的なダメージを与えるもので、後者は悪口・誹謗中傷や風説の流布などコミュニケーションを介して被害者に不快感・精神的ダメージを与えるものである。男女別では、女子のほうが暴力系ではなくコミュニケーション操作系のいじめを遂行する傾向にあり、その背景にはジェンダーによる抑圧（「女の子は優しく／おとなしくしているべきである」という固定観念）あるいは評価基準の違い（男子はそれが身体的な強靭さに求められるが女子は他者からの受容に依存する）が考えられる。ただし、男子のいじめについてもだんだんと暴力系よりもコミュニケーション操作系のいじめのほうが多くなる傾向にある。

### 排除型と飼育型
いじめの形態に注目すると、「排除」のいじめと「飼育」のいじめの2種類がある。排除型は被害者を仲間外れにして自分たちのグループから排斥するものであり、飼育型は被害者を自分たちのグループの中に留めおいたままいじめの対象にして楽しむものである。実際のいじめは排除型ではなく飼育型であることが多い。

## 原因

### 集団心理
フランスの精神科医ニコル・カトリーヌは「アイデンティティー(自己同一性・主体性)が確立していない10代の若者は集団への帰属意識が強い。集団から抜けたり集団のルールに従わない人間はスケープゴート(仲間外れ)にされる」としている。スイスの心理療法士ヴァルター・ミンダーは、いじめとはグループ内に無意識のうちに成立した「暗黙の了解」に従わない者に対して行われるグループ現象としている。最大の問題は被害者にあるのではなく、グループの方である。いじめでの報道では、被害者の異質性に焦点が当てられることが多いが、実際にいじめられやすいのは、本当に異質な者ではなく、ごく普通の子が多いとしている。
アルバート・バンデューラはこのような規範からの逸脱への制裁を名目とした攻撃行動をモデル化し「道徳不活性化」と呼んだ。
森口も内藤の理論をベースに独自の「スクールカースト」の概念を導入した。これはクラス内の序列のことで、人気や「空気を読む能力」の多寡により上下し、下位になるほどいじめられやすくなるという。
また太田肇はいじめの加害者、被害者、傍観者のそれぞれが集団のなかで「承認されていたい」という意識に囚われているところに、いじめから抜け出せない原因があると指摘している。
安藤美華代もいじめの心理社会的要因の検討を行った結果、いじめを行う友達の影響、いじめの誘いを断る自己効力感、衝動性・攻撃性に対する自己コントロール、道徳観などが関連していることを明らかにした。

### ストレッサー
いじめ加害の原因となるストレッサー（ストレス原因）で直接的・間接的に大きな要因をアンケートから探った日本の統計によると、直接的にも間接的にも最も影響力が大きいのは友人から学業・容姿・行動などを馬鹿にされた「友人ストレッサー」（36組中31組で第1位）であった。次に影響力が大きかったストレッサーは学業・容姿・長所や短所などに関する「競争的価値観」（36組中2組で第1位、19組で第2位）で、間接的な効果しかないにもかかわらず、その効果の大きさがうかがえる。そして、さまざまなストレッサーが「不機嫌怒りストレス」（36組中3組で第1位、11組で第2位）に影響を与え、いじめを発生させているという構図がある。
1986年の東京都教育委員会調査報告によれば、いじめの原因は以下の結果となった。
- 力の弱いもの、動作の鈍いものを面白半分に、33.6%。
- 欲求不満の鬱憤晴らしとして、19.7%。
- 生意気なもの、いい子ぶるものに対する反発・反感から、15.7%。
- 自分たちと違う、なじめないなどの違和感から、14.8%。
- 怒りや悲しみ、嫉妬から、10.7%。
- 仲間に引き入れるため、6.7%。
- 以前にいじめられたことの仕返し(いわゆる復讐)として、6.3%。
- その他少数意見として「面白いから」、「ふざけて、冗談で」があった。

### 自己制御の欠如
シカゴ大学による脳のfMRIスキャンを使用した研究によると、人が他人の苦痛を目にすると、自身が苦痛を経験したときと同じ脳内領域が光るが、いじめっ子の場合扁桃体や腹側線条体（報酬や喜びに関係すると考えられている部位）によってそうでないものに比べ活発に活動することがわかったという。「いじめっ子は人の苦痛を見るのが好きだと考えられる。この考えが正しい場合、彼らは弱い者いじめをして他人を攻撃するたびに心理的な報酬を受け取り、反応の強化が進んでいることになる」「自己制御を欠いている点を処置する、あるいは埋め合わせる治療法を開発する必要があるだろう。いじめっ子が自己制御を欠いているのは事実だと考えているし、他人を傷付けるたびに心理的な報酬を受け取り、反応の強化が進む可能性がある」と同研究チームのベンジャミン・レイヒーは話す。

## 各国のいじめ情勢
いじめを受けている児童の世界平均は、全体の15%ほどとのデータがある。

### 日本
平成19年度文部科学省の統計によると、いじめを認知した学校の件数は40.0%で、認知件数は84,648件、児童生徒1,000人あたりのいじめ件数は7.1人であった。文部省の統計では平成6年には31.3%だった発生率が平成17年度には19.4%に減っている。
文部科学省の調査では2011年6月から2013年12月末までに発生した小中高生の自殺につき、いじめを理由にした割合は2%ほどで、さらに平成19年度に自殺した136人の児童のうち、いじめが原因であると特定されたものは3件で18年度よりも3件少なくなっている。
都道府県別で見た場合、1,000人あたりの認知件数は多いほうから順に熊本県（32.7件）、大分県（27.3件）、岐阜県（25.2件）が多く、全国平均（7.1件）を3倍以上上回る。ただしこれはあくまで認知件数なので、これらの件で実際にいじめが多いのか、それともこれらの県でいじめを認知しやすい体制が整っているのかは不明である。なお熊本県や大分県と同じ九州でも、福岡県や佐賀県（いずれも1.1件）は少ない方から2番と3番で、単純に九州でいじめの認知件数が多いというわけではない。（全国最小は和歌山県の0.8件）。
2013年、国連児童基金（ユニセフ）と国立社会保障・人口問題研究所が行った「先進国における子どもの幸福度」という調査によると、日本は、いじめの割合などを示す「日常生活上のリスクの低さ」で1位を獲得ている。ただし、その中での「過去数か月に学校で1回以上いじめられたと答えた11歳、13歳、15歳の子どもの割合」では日本は30カ国中12位で、改善の余地は大いにある。
文部科学省の調査によれば、2018年度のいじめは、小学校で42万5844件（前年度比10万8723件増）、中学校で9万7704件（同1万7280件増）、高校が1万7709件（同2920件増）、特別支援学校が2676件（同632件増）だった。最多が「冷やかしやからかい、悪口を言われる」の約34万件、「軽くぶつかられたり、遊ぶふりをしてたたかれたりする」の約12万件など。関連する暴力行為は7万2940件。SNSなどをつかった「ねっといじめ」は1万6334件。1000人あたりのいじめ件数は最多が宮崎県の101.3件、最小が佐賀県の9.7件だった。
2019年度の全国の小中高校その他でのいじめ認知件数は61万2496件で、2013年度以降最多を更新しつづけている。
2015年度の経済協力開発機構(OECD)の調査によると、他国では科学的リテラシーの得点が高いほどイジメの対象とならないのに、日本ではイジメの対象となる特殊性がある。
2024年10月31日、文部科学省は前年度の調査結果を発表。小中学校や高校などで2023年度に認知されたいじめは、過去最多の73万2568件（前年度から7.4％増）だった。「重大事態」も1306件（同42.1％増）に上り、初めて1千件を超えた。
各事件についてはCategory:日本のいじめ、およびCategory:日本の少年犯罪を参照。

### アメリカ
アメリカの学校ではスポーツの得意な人気者の男性ジョックとその対極に非ジョックのナードがある。学校でのいじめも深刻で、1993年には学生時代を通じていじめを受けてきた青年が交際相手らと共謀していじめの加害者を殺害したボビー・ケント殺害事件が起こり、1999年に発生し13名の人間が殺害されたコロンバイン高校銃乱射事件では、犯人たちが通っていた高校では日常的にいじめが行われており、それが原因で事件を引き起こしたと考えられている。2011年、CNNがいじめ対策の特別番組で、中途脱落者が1人もおらず99%が大学に進学するロングアイランドの名門校ウィートリスクールの生徒700人を対象に調査したところ、42%が学校のクラスメートをいじめたことがあり、31%はいじめを経験したと答えた。また、77%は友だちがいじめられていることを知っていながらも防ごうとせず、周りにも知らせず見て見ぬ振りをしたと答えた。
社会人の間でもいじめは存在しており、サンフランシスコの調査会社が1000人の米国人従業員を調査したところ、回答者の45%が職場で暴言、妨害行為、職権乱用、意図的な関係悪化といったいじめを受けているとされる。
2012年2月27日、オハイオ州で発生した3人の死者を出した高校の銃乱射事件では、検察当局は否定しているものの、容疑者の少年はいじめに遭っているとの情報がある。
2013年9月、米南部ルイジアナ州に住む高校生の少年が、スマートフォンのアプリで同級生を射殺するまねごとをしていたとして逮捕されている。現地報道によると、少年はいじめを受けており、そのストレスのはけ口としてスマートフォンのアプリを使い、同級生を銃撃の対象にして発散し、アプリの映像を動画サイトに投稿したため、同級生たちの保護者が発見。それが問題となり、少年は学校運営の妨害容疑などで逮捕され、少年拘置所送りとなった。
ホイットニー・クロップ救済運動
2012年9月、ミシガン州のオゲマウハイツ高校において、高校入学以降クラスメイトに執拗ないじめを受けていたホイットニー・クロップのための救済運動が行われた。ホイットニーは9月に行われるホームカミング（フットボールの他校試合にあわせて行われるフェスティバル）のクラス女子代表(ホームカミング・プリンセス)に選ばれたが、実際には地味で目立たない印象の彼女を表舞台に出し、笑いものにしようとするいじめであった。フェイスブックのホームページが中傷で埋め尽くされるなどし、傷ついた彼女は部屋に引きこもってしまったが、「サポート・ホイットニー・クロップ」なるページがフェイスブックに立ち上げられ、全米から応援のメッセージが書き込まれ、自宅にも花や励ましの手紙が届くなどした。これに励まされたホイットニーは勇気を出して登校。いじめっ子たちの謝罪を受け入れた。9月28日のホームカミング当日には、父親のエスコートでオレンジのドレスで登場。1000人以上の支持者から暖かい拍手を受け、その様子は当日取材に来ていたマスコミにより報道された。その後、10月は「いじめ防止月間」に指定されたのに合わせて、ホイットニー本人がトーク番組『ケイティ』に出演したことを機に、リンジー・ローハンがツイッター上で高校時代にいじめられた過去を告白した。
スポーツ界でのいじめ
スポーツ界でも深刻な問題となっており、日本などと同様、厳しい上下関係がある。その中では、暴力や恐喝も頻繁に発生している、しかし、理不尽な暴力に耐えることが男らしい振る舞いであるという考え方があるため、発覚するのは稀となっている。
同性愛者へのいじめ
歌手のレディー・ガガは、同性愛を理由にいじめを受けた末に自殺した14歳のファンについて触れ、「いじめは撲滅すべき」と訴えた。彼女自身、14歳ごろにゴミ箱に放り込まれたり、廊下で吊るし上げられるなどの激しいいじめを受けていたことを告白している。
2012年5月ワシントンポストは、2012年アメリカ合衆国大統領選挙候補者のミット・ロムニーが、高校時代に同性愛者と目されていた長髪の男子生徒を仲間たち共々押さえつけ、髪を切るいじめを行ったと報じた。ロムニーは問題の行為については「覚えていない」等と発言したが、「高校時代には、ばか騒ぎや悪ふざけをたくさんした。中には行き過ぎたものもあったかもしれない」とコメントした。
アジア系へのいじめ
アジア系に対するいじめは酷く、10代のアジア系のうち、半数以上が学校でいじめられた経験があると回答。これに対して黒人やヒスパニック、では1/3程度である。フィラデルフィアの学校では2009年にアジア系の生徒に対する集団暴行事件が発生、被害者は1日で26人に上り、うち13人が重傷を負って集中治療室で手当てを受けた。この学校では、アジア系生徒が身の安全が確保されるまで登校を拒否するストライキに発展した。アジア系は、他人種に比較して、うつや自殺の割合が突出してる。2009年の司法省と教育省の調査によると、31%の白人、34%のヒスパニック、38%のアフリカ系が「学校でいじめを受けたことがある」と答えたのに対して、アジア系学生の場合は54%に達するという結果が出た。2011年10月には、アフガニスタンに派遣された19歳の中国系アメリカ人の米兵が、同僚の白人兵士に執拗ないじめを受けて銃で自殺、アジア系へのいじめの問題が浮き彫りになっている。この事件では、職務怠慢、虚偽報告、虐待や過失致死などの罪名で兵士8名が訴追された。オイコス大学銃乱射事件でも、韓国系アメリカ人だった加害者はいじめを受けており、それが動機の一つになったという供述がある。

### カナダ
近年のカナダでは、ネットいじめが深刻化している。カナダは、インターネットの利用時間が1ヶ月40時間と、日本の2倍以上の水準であり、世界で最もインターネットを利用する国と言われており、それがネットいじめに拍車をかけていると言われる。若者の60%以上が「ネットいじめを受けたことがある」と答えたカナダの民間団体の回答もある。
2012年10月10日にはアマンダ・トッドの自殺があった。アマンダは、裸の写真をインターネットにばらまかれ、転校を繰り返しても、決して消えないインターネット上の画像が原因となって転校先でもいじめを受け続けたため、YouTubeでいじめの事実を告白したあと自殺した。これらの事件は、カナダで衝撃を与え、いじめに関する国民的議論を呼び起こす事となった。
2013年には、4人の男子生徒らに集団強姦され、その時の写真をメールでばらまかれ、それが原因でいじめを受けていた少女が自殺した。この少女は警察にも訴えたが「携帯電話やネット上で写真をばらまく行為については取り締まれない」として捜査はされず、幼馴染の親友にも裏切られ、絶望して自殺したとされる。少女の友人は誰一人、少女の味方にはならなかったとされる。

### イギリス
イギリスの学校でのいじめの状況は、ヨーロッパ最悪の水準と言われる。2006年のBBC調査では、生徒の7割の人間が何らかのいじめ被害に遭っている。2008年にガーディアン紙は、中等学校の生徒の約半数（46%）の生徒が何らかのいじめに遭っていると報じ、イングランドでは48%、スコットランドは43%、ウェールズは32%が被害にあっている。
また、350万人の労働者が職場いじめを受けていると答え、その割合は労働者全体の14%に達する。また、専門性の高さに比例する傾向が見られた。
イギリス軍内では、近年、部隊内でのいじめが増加・深刻化しているとされる。死の危険を感じるほどの深刻ないじめによって、5回の自殺未遂の末、精神障害や吃音症に追い込まれた元兵士が、イギリス国防省を提訴する事例もある。強姦でのセクハラは日常茶飯事であり、女性兵士が強姦され、自殺した疑いのあるケースも多数報告されている。

### ドイツ
ドイツでは、年間50万人、実に25人に1人の児童・生徒が少なくとも1週間に1回は同級生からのいじめの被害にあっている。1990年代初頭から、いじめが注目されるようになった。当初、身体に対する暴力的な行為に注目していたが、次第に精神的な嫌がらせもいじめの範疇に含めることが多くなった。ドイツでは、主に心理的ないじめを“Mobbing”、物や身体への暴力には“Bullying”という言葉を使って区別する。これは英語からの借用語である。ドイツの英独辞書では、BullyingやMobbingのドイツ語訳としてbrutaler Kerl, Schläger, Tyrann, Maulheldなどが記載されているが、これらの単語は一般的にはあまり使用されていない。
アジア系に対するいじめもあり、特に、中国語がドイツ人にはそのように聞こえるために「チン・チャン・チョン」と呼んで、アジア系児童を囃し立てるのは、ドイツの学校では定番であり、ドイツに住むアジア系の児童は、必ず経験するほど広まっているとされる。これは、ドイツ以外のヨーロッパ諸国でも同じである。

### オーストラリア
国際教育到達度評価学会で参加40か国から集めたデータをまとめたところ、オーストラリアでは生徒の25%以上がイジメを体験しており、クウェート、カタール、台湾、ニュージーランドに次いで、いじめの発生率が高く、世界最悪の水準と評価された。南オーストラリア大学の研究によると、オーストラリアの児童の15から30パーセントは学校でのいじめを受けているとされ、ディーキン大学の調査では児童の4分の3は何らかのいじめに従事していたとされる。また、SNS、特にFacebookを利用してのネットいじめも増加している。児童の中には、性的ないじめや、ナチズムに傾倒した言動も見られる。オーストラリアの教育現場では、教師間でのいじめも深刻であり、ニューイングランド大学の研究者によると、教師の99.6パーセントは、職場で何らかのいじめや嫌がらせ、差別を受けた経験を持つという。オーストラリアの保護者の多くは、学校や教師がいじめに対処する能力を不安視している。
2012年のロンドンオリンピックに参加したオーストラリア選手の間でもいじめがあったとされる。

### ニュージーランド
ウェリントンで開かれた教育省サミットで提出された学校安全の為の調査レポートによると、ニュージーランドのいじめ発生率は国際的平均率より50%も高く、世界的にみても非常にいじめの発生率が多いことがわかった。特に、ネットいじめの割合が高まっている。
ニュージーランドでは、アジア系移民を標的にした人種差別によるいじめも多発している。2009年、日系ニュージーランド人の14歳の少年が「クジラ喰い」と因縁をつけられ、集団で抱え上げて地面に落とすなどの暴行を加えられ、脳障害を伴う重傷を負った事件が発生した。

### オランダ
オランダでは、いじめはペストを語源とする「Pesten（ペステン）」と呼ばれる。オランダでは7歳からいじめが始まるが、特徴としてクラス全員がまとまって、いじめの対象をいじめることが多く、標的になった子供の99%は転校を余儀なくされる。なお、いじめの種類は「無視」が多い。オランダの学校では、10人に1人がいじめの被害にあっているとされている。2005年には、オランダの9歳から11歳の子供の、6人に1人がいじめにあっているという調査もある。オランダ教育省は、いじめ撲滅に取り組んでいるが、逆効果になる事例も報告されている。いじめを苦にした青少年の自殺や、いじめの被害者が耐えかねて加害者を殺害する事件も起こっている。

### ベルギー
ベルギーは、フランスなどと同様に、ヨーロッパで最も自殺率の高い国の1つであり、特にオランダ語圏のフランドル地方はヨーロッパで最も自殺が多く、10人に1人が自殺しようと思ったことがあるという調査もある。自殺の理由は、いじめも含まれている。
また、ベルギーの社会人は、8人に1人が職場でいじめの被害にあっており、特に上司からのいじめが多いとされる。
また、2013年、国連児童基金（ユニセフ）と、日本の国立社会保障・人口問題研究所が行った「先進国における子どもの幸福度」という調査によると、「過去数か月に学校で1回以上いじめられたと答えた11歳、13歳、15歳の子どもの割合」でベルギーは37.7%であり、30カ国中24位であった。

### スイス
スイスの学校では、小学校で約10%、中学校で2～5%のいじめの被害者がおり、いじめでの自殺も起こっている。この数値は、世界平均の15%よりは低いが、被害者が泣き寝入りするケースも多い。公用語が4つあるスイスでは、言語の違いがいじめの一要因となる事がある。

### フィンランド
フィンランドでは、2007年11月、トゥースラのヨケラ中等高等学校で、いじめを受けていた男子生徒（18）が生徒7人と校長を射殺した事件が発生した。

### ロシア
ロシアでは、ロシア連邦軍でのいじめが大きな社会問題となっている。隊内で新兵に対するいじめ (デドフシナ) が激しく、脱走の大きな原因となっている。公式には2002年前半期だけで2,265名の脱走者が出たとされるが、ロシア兵士の母の会ではその10倍としている。2005年の公式な数字ではいじめによる死者は16人とされ、自殺者が276人、事故死者が同じく276人とされた。ロシアではこの数字に疑問の声が出た。2004年前半期のロシア兵の死者数は500人以上に達していた。

### フランス
フランスでは、児童の10%が何らかのいじめの被害にあっている。フランスでいじめの標的にされるのは、周りより成績の良い「優等生」であり、「新入生いじめ」が恒例化している。これに対して、フランス政府は厳罰化で対処しており、罰金刑や禁錮となる。いじめの内容としては、盗難や嘲笑などから暴言や暴力、金品の要求、性的暴力まで幅広い。ネットいじめも拡大しており、フランスの児童の40%がネット上で被害にあっている。フランスは、他のヨーロッパ諸国より、いじめ対策が遅れているとされる。この現実を踏まえた議会は2021年にいじめの行為自体を犯罪化する法案が起草され、12月1日に下院で可決された。この法案は上院での審議を経て、2022年3月に厳罰化された。また2023年9月からは、いじめを行った生徒を転校させる法律が実施されるようになった。教育機関では、pHAReプログラムを実施し、いじめへの対処として、防止、相談（フリーダイヤル相談3020、サイバーハラスメント相談3018）、保護者や教育委員会の参加、監視を行っている。
労働者のいじめもある。フランス最大の通信会社フランステレコムでは、2008年2月からの1年半で、24人が自殺、13人が自殺未遂をするという事件が発生。この原因として、過度のモラルハラスメントがあったと認定されている。近年のフランスでは、成果主義が浸透しつつあり、成果を出せなかった従業員に対するいじめが深刻となっている。

### スペイン
スペインでは、33.8%が言葉によるいじめを、4.1%が暴力被害を被っている。自殺者も出ている。

### 韓国
高麗や李氏朝鮮時代に新任官吏をいじめる免新礼という風習があり、現代の申告式（ko:신고식）につながっているといわれる。また伝統的に、結婚式の後で新郎をいじめる風習もある。韓国では、当初、いじめは日本語の単語を輸入した「이지메（イジメ）」が主流であったが、現在では「激しい」と「爪弾き」を合成した単語「ワンタ」と呼ぶ。
韓国軍内でもいじめ事件が多発している。2005年に便所の水を流していない訓練兵らに立腹し、部隊の中隊長が人糞を指につけて食べるよう強制した韓国陸軍訓練所食糞事件や、陸軍でいじめを受けていた一等兵が銃を乱射し8人を殺害する漣川軍部隊銃乱射事件が発生した。2011年7月4日には上等兵が銃を乱射して兵を4人射殺する江華島海兵隊銃乱射事件が発生、動機は期数列外という部隊内のいじめが原因だとされる。この事件が起こった同じ師団で前日の2011年7月3日、兵士が首を吊って自殺しており、いじめが原因なのか当局が捜査している。2014年にも、いじめが原因で陸軍で同僚の5人を射殺した江原道高城郡兵長銃乱射事件が起こった。
韓国の学校には一陣会という、いじめなどを行う生徒の団体があり、地域連合を結成し広域化している。卒業式では、卒業生の制服を切り裂く裸コンパという風習がある。韓国の教育現場では脱北者に対するいじめも頻発し、脱北者の生徒は、罪人のように韓国人児童・生徒たちの顔色をうかがい、戦々恐々とする日々を送っており、それに耐えかねて不登校に陥る例もある。
2011年12月、大田女子高生自殺事件など、3人の中高生がいじめを苦に相次いで自殺した。2012年李明博大統領はいじめの総合対策を準備すると宣言した。
韓国教育科学技術省が調査した結果では、通学年齢の生徒たちを対象に実施した調査では、7万7000人以上がいじめられた経験があり、このうち10%は自殺を考えたことがある。韓国労働研究院が2017年8月に発表した「職場内のいじめ実態調査（社員30人以上の企業で働く満20歳以上50歳未満の2500人を対象に実施）」によると、過去5年間に被害を受けたことがある人は66.3%に上った。

## 対策
学術文献において質の高い証拠とされている2019年の統計的文献分析（メタアナリシス）によれば、ネットワーク利用の自粛、良い成績、自己志向的な個人的能力、仲間志向的な社会的スキル、積極的な仲間との交流が、いじめやネットいじめを防ぐ最も強力な対策である。
いじめの多くは刑事事件としての要件を満たすため、警察に対して被害届を出すことが可能である。証拠の有無が重要となってくるため、怪我など外傷がある場合は医師に診断書を書いてもらうことで証拠の一つとすることが出来る（診断書にはいじめによる怪我であることを明記してもらうこと）。また可能であればボイスレコーダーやスマートフォンを使い動画や音声で証拠を記録すると良い。被害者本人が記録する場合は隠し撮りであっても正当行為のため盗聴には当たらず合法である。校則などで持ち込みを禁止されていても法律のほうが優先されるので目的が明確であれば罰せられることはない。ボイスレコーダーの場合は状況が明確にわかるように「誰に」「何をされた」のか記録することが重要である。
学校や先生に相談することもある程度効果が期待できるが、逆にいじめを認めなかったり子供だけの話し合いで解決させたり事件を隠蔽したりすることも多いため、学校外の利害関係のない第三者に助けを求めることが効果的である。近年ではSNSなどを使いインターネットで告発する事例が増えてきている。
いじめをなくすことは、もちろん人間として大切なことだが、「絶対にいじめてはいけない」というような命令形は、心理学によると逆にいじめをしたくなるそうなので、要注意である。その代わり、ユーモアとか『いじめはしないほうがいい』といった控えめな表現のほうがいい。アメリカの教育界では、いじめを撲滅するための行動が、かえっていじめを助長してしまったという事例もあり、話題になっているそうである。

### 相談組織
いじめ問題に取り組む以下の相談機関がある。
- いじめの相談窓口 － 文部科学省
- いじめ相談窓口 － 厚生労働省
- 子どもの人権110番 － 法務省
- 弁護士会の子どもの人権に関する相談窓口一覧 － 日本弁護士連合会
- 24時間子供SOSダイヤル － 教育委員会[139]
- （廃止）文部科学省が整備した教育情報ナショナルセンターの「いじめ問題相談機関情報」は、2011年3月31日の教育情報ナショナルセンター廃止に伴い終了している。

NPO、被害者の会などに相談することも対策となる。
- NPO法人全国いじめ被害者の会
- NPO法人いじめ監視センター
- チャイルドライン公式 - イギリス発祥の慈善活動チャイルドラインは、日本では68ヶ所で対応を行っている。18歳までの子どもを対象とした電話・チャット相談

はがき
大阪府寝屋川市では、ポストに投函するチラシを切り取って送れる葉書の形で情報提供できるようにしている。
対策アプリ・サイト
通報サイト
- うきわネットワーク - 匿名いじめ通報サイト。

いじめ対策用のアプリは以下の物などがある。
- アプリ開発会社ガイアックス - いじめ匿名通報「Kid’s Sign」、 学校裏サイト・ネットいじめ対策コンサルティングサービス「スクールガーディアン」を提供。
- 匿名報告アプリ「STANDBY（スタンドバイ）」

### 専門家による意見
内藤朝雄
社会学者内藤朝雄はいじめ対策として、「学級制度の解体」や「警察の介入」等を挙げた。
学級等の囲い込みのない開放的な空間では、精神的苦痛を与えてくる他者から離れて関係を解消し、心地よい関係を築ける人や集団のところへ自由に移動できるので、精神的苦痛を与える者は付き合ってもらえなくなるだけであり、いじめ行為が効力を持たなくなる。このような観点から、無視や悪口等のコミュニケーション操作系のいじめへの対策として、学級制度の廃止が提案されている。
同時に、暴力系のいじめに対しては、通常の市民社会と同様の基準で法に委ねること、すなわち学校の法化が提案されている。このことにより普遍的な正義が法によって守られていることも学習できるため、学校の法化は市民教育としての効果もあると述べられている。
ジャクリーン・スパーリング
ハーバード大学医学部の臨床心理士であるジャクリーン・スパーリングは、子供がいじめられたとき、子供は親を必要としていると警告した。
以下は親が子供をサポートするのを助けるための3つの重要な秘訣である：
1. 自分の子供がどのように感じているかを検証して認め、いじめを親に報告したことについて自分の子供を誇りに思っていることを自分の子供に知らせること。
2. 自分の子供に、いじめっ子に反応を見せず、注意を向けないことがいじめ防止に重要であることを教えること。いじめっ子に物理的に攻撃された場合は、学校で大人に教える必要がある。
3. 人形を使用して、どうやっていじめっ子に注意を向けず、必要に応じて学校の大人に助けを求める練習をさせることができる[147]。

ヴァルター・ミンダー
スイスの心理療法士ヴァルター・ミンダーによれば、いじめは被害者の努力で解決することは稀であり、教師や親の積極的な関与が重要としている。また、教師・家族・友人らによる支援がストレッサー（ストレス原因）を軽減することも分かっており、周囲の支援がいじめを抑止する効果がある。
ダン・オルヴェウス
いじめ予防・防止プログラムの開発と全国的な実施は非常に重要である。スウェーデンの研究者ダン・オルヴェウスはオルヴェウスいじめ防止プログラム(OBBP)を作った。そして、このプログラムが実施された小中学校において、導入後2年間でいじめが半分またはそれ以下に激減したと報告されている。
クリスティーナ・サルミヴァリ
フィンランドの研究者クリスティーナ・サルミヴァリらは、心理学などの知見に基づいてKiVaプログラムを開発した。現在フィンランドの90％以上の小中学校でKiVaプログラムが実施されており、そのいじめ予防効果は大規模なランダム化比較試験にて実証されている。大坪 (2018) はKiVaプログラムについて、「国を挙げていじめ撲滅に取り組み、その効果的と考えられている教育プログラムが広く認知され信頼を得ている」と述べている。さらに、北川・小塩・股村・佐々木・東郷 (2013) は、「現在の日本では、いじめ対策は基本的に学校や地域で対策を講じることとされ、どのようにするかは各学校に任されているのが現状である。KiVaプログラムのように効果の実証を伴ったいじめ対策プログラムを検討・開発し、全国に広めていくことがわが国でも必要と考えられる」と主張している。
四辻伸吾
四辻 (2017) は、「統計的効果検証」がなされた実践から構成され、「特別活動」「総合的な学習（探究）の時間」「道徳」の時間などを活用して実施でき、年間を通して継続的に行うことのできる、「いじめ予防・防止プログラム」を開発し、日本の教育現場に広く普及させていくことの必要性を示している。
松尾直博
松尾 (2002) は、海外で開発されたプログラム、日本で開発されたプログラム、いじめの基礎研究をうまく融合させれば、より良いプログラムを開発できると主張している。

### いじめの発見
平成19年度文部科学省調査によれば、いじめが発見されたきっかけは、学校の教職員が発見したのが50.3%、本人や家族の訴えなど教職員以外がきっかけのものは49.7%であった。
教職員が発見した方法としては「アンケート調査など学校の取組により発見」は（24.4%。きっかけ全体に対する割合。以下同様）、「学級担任が発見」（19.8%）が多く、教職員以外のものでは、「本人からの訴え」（24.6%）、保護者（16.3%）、本人以外の児童生徒（5.1%）の順である。
全体の大部分を占める非暴力的ないじめ（いたずらやふざけ、からかいや悪口、デマ、仲間外れや無視など。SNS上で行われるものも含まれる）を早期に発見し、早期対応へとつなげていく必要があり、そのためには教職員・児童生徒全員が「相手が嫌がることがすべていじめとなる」という認識を共有すること、教職員全員が児童生徒の発するわずかなサインも見逃さず非暴力的ないじめにしっかりと気づくことが重要である。
また同時に、早期発見・早期対応のために、いじめに気づいたりいじめを受けたりした児童生徒や保護者が匿名でそのいじめについて報告するためのウェブサイトや目安箱を開設・設置することや、児童生徒にいじめ被害時および発見時の教師への報告を奨励するとともに効果的な対応を行う体制を整えておくこと、定期的かつ頻繁に（少なくとも1学期に1回、いじめが疑われる場合は即時）児童生徒が安心して真実を回答できる方法（自宅で回答してもらう等）でアンケート調査を行うことや、休み時間や給食・清掃時間など授業以外の時間にも孤立したりからかわれたりしていないか丁寧にチェックすること、人間関係に関して深く掘り下げた面接を行うことなどが大切である。

### 監視カメラの設置
イギリスでは、いじめやその他の問題を把握するため、校内に監視カメラを設置する学校もある。監視カメラを設置している学校は9割に上り、保護者の中には、トイレや更衣室への設置も容認する団体もある。
日本でも附属池田小事件の発生を受けて平成14年11月の「学校施設の安全管理に関する調査研究協力者会議」が学校への防犯監視システムの推進を提言した。

### 教材
安藤美華代が心理教育プログラム『サクセスフル・セルフ』小学校版および中学校版を用いた授業を行うことで、いじめを予防する効果が統計学的に有意に証明されたことを示している。

### インターネット規制
インターネットでのいじめを防ぐため、2014年現在、イギリスの1000を超える学校では、いじめに繋がるスラングや暴力的発言を監視するソフトウェアを導入している。

### 保険
韓国では2014年、「いじめ保険」の販売を開始した。

### 復讐代行
韓国では被害者の父母や親戚が組織暴力団員を雇って、加害者を暴行したり、脅かす復讐代行が流行している。加害者が警察や教師より、組織暴力団を恐れているため、効果が大変よいという。

### 代替
学校を転校し、フリースクールに通ったり、スクールカウンセラーを設置することなども対策となる。

### ピンク・シャツ・デー
2007年にカナダの高校生2人から始まったいじめ反対運動「ピンクシャツデー」がカナダ全土に定着、2010年時点で75ヵ国が参加している

。ピンクシャツ・デーとは、2007年、カナダ・ノーバ・スコシア州の学校で、9年生（中学3年生）の男子学生がピンクのポロシャツを着て登校し、いじめられる。それを知った12年生（高校3年生）男子2人がその日の内に50枚のピンクのシャツなどを購入、メールや掲示板で友人知人などに呼びかける。翌朝、2人は50着を呼びかけた人に配って着てもらうが、この日に呼びかけ以上の学生がピンクの服で登校、学校がピンクに染まりいじめがなくなる。以降、毎年2月最終水曜が学校や職場にピンクを身につけて行くピンクシャツデーとしてカナダ全土に定着、アメリカやイギリス、日本でも広まった。

### ケア
悪辣かつ長期化したいじめの場合、被害者の心の傷（心的外傷）は深く、性格そのものが変容する場合がある。深刻な心理的・肉体的・性的虐待を受けたあとでは、いじめそのものが解消したあとでも、本人のみではケアが困難となる。そのため、精神科医やカウンセラーに相談し、丁寧な治療を受けることが大切である（治療法は、「心的外傷後ストレス障害 (PTSD)#治療」・「心的外傷#治療」を参照）。
また、いじめ被害が原因で社交不安障害やうつ病、摂食障害などが発症する場合があり、その場合も適切な治療・ケアを行い本人をサポートする（治療法は、「社交不安障害#治療」・「うつ病#治療」・「摂食障害#治療」を参照）。

### 防止法
日本では教育再生会議の第一次報告に関連して、いじめを繰り返す児童・生徒に対する出席停止措置などの現在の法律で出来ることは教育委員会に通知するように、2007年1月22日、安倍晋三首相が伊吹文明文部科学相に指示した。2011年の大津いじめ自殺事件を受けて、2013年にはいじめ防止対策推進法が制定され、いじめの定義と学校側の義務が定められた。このほか、いじめ被害者は人権侵害等については日本国憲法（権利の回復）、刑事事件は刑法(刑事訴追)、民事事件は民法などで損害賠償請求などの法規定によって保護される。なお、少年犯罪の凶悪化を受けて少年法改正がすすめられている。
アメリカ合衆国では2011年、47州でいじめ禁止法(いじめ防止法、Anti Bullying Act)が成立している。中学生男子への追跡調査では、加害者の60%が、24歳までに何らかの犯罪で有罪宣告を受けている。
スウェーデンでは教育法で、学校にいじめ対策の立案が義務化されている。

## 符号位置
- いじめ撲滅キャンペーンのシンボル[177]「I Am A Witness」（私は目撃した）の絵文字が採用された。

| 記号 | Unicode                               | sequence            | 名称                 |
| ---- | ------------------------------------- | ------------------- | -------------------- |
| 👁️‍🗨️   | U+1F441;U+FE0F;U+200D;U+1F5E8;U+FE0F; | 👁[VS16][ZWJ]🗨[VS16] | eye in speech bubble |

- VS16は、異体字セレクタ16で、符号を絵文字スタイルにする指定。
- ZWJは、ゼロ幅接合子で、符号を接合し、新たな表示文字を作成する指定。

## 人間以外のイジメ
シャチがイルカを虐めることが確認されている。これらはイルカを捕食するわけではなく攻撃し、殺害後も死体を弄んだりする。集団で子イルカを虐めたり、殺害したりもする。シャチによって、年齢や性別の偏りはみられなかっものの、4頭の個体（うちメス3頭）は、イルカへの加害を特に好んでおり、それぞれが5回虐め行動の現場を目撃されている。そして、北太平洋東部の定住型シャチサザンレジデントシャチによる、ネズミイルカ（Phocoena phocoena）やイシイルカ（Phocoenoides dalli）への虐め、殺害事例を、集団・性別・年齢などの特徴で分類し、2023年9月28日学術誌「Marine Mammal Science」に発表された。
鳥などの群れを作る動物は、集団でいじめのように敵を追い払うモビング（擬攻撃）と呼ばれる行動を行う。